# Boston Marathon
Boston Marathon är ett årligt maratonlopp som springs i Boston (Massachusetts i USA) på den lokala högtiden Patriots' Day, som firas tredje måndagen i april. Premiäråret var 1897, då man inspirerades av framgångarna med den första moderna maratontävlingen, under olympiska sommarspelen 1896 i Aten.
Evenemanget är världens äldsta årliga maratonlopp tillsammans med Kungsbackaloppet som också startade 1897 och pågår utan uppehåll. Men Boston Maraton bildar tillsammans bildar World Marathon Majors (de övriga är maratonloppen i Tokyo, London, Berlin, Chicago och New York) med en miljon dollar i prispengar, som den vinnande mannen respektive kvinnan delar på.
Ända sedan startåret har evenemanget arrangerats av Boston Athletic Association (BAA).
Amatörer och professionella löpare från hela jorden springer loppet i New Englands terräng. Från blott arton deltagare 1897 ställer omkring 30 000 upp nuförtiden. 2013 låg siffran på 26 839 anmälda.
Evenemanget lockar 500 000 åskådare varje år, vilket gör det till New Englands mest sedda sportevenemang. Vid hundraårsjubileet 1996 slog Boston Marathon världsrekord som världens största maratonlopp med 38 708 deltagare, 36 748 startande, och 35 868 fullföljare.

## Historia

### Dödsfall
1996 dog en 62-årig svensk man av en hjärtattack under 100-årsjubileet.
2002 dog en 28-årig kvinna vid namn Cynthia Lucero av hyponatremi.

### Bombdåden vid Boston Marathon 2013
Omkring två timmar efter att de första löparna korsat mållinjen vid 2013 års Boston Marathon inträffade två bombexplosioner som dödade tre och skadade ett hundratal personer.